# حيدر يلماز
حيدر يلماز (بالتركية: Haydar Yılmaz)‏ هو لاعب كرة قدم تركي في مركز حراسة المرمى، ولد في 19 يناير 1984 في أيدين في تركيا. لعب مع شانلي أورفا سبور وغازي عنتاب بي.بي.كي.

## وصلات خارجية
- حيدر يلماز على موقع اتحاد تركيا (لاعب) (الإنجليزية)
- حيدر يلماز على موقع قاعدة بيانات كرة القدم.إي يو (الإنجليزية)
- حيدر يلماز على موقع Soccerway.com (الإنجليزية)
- حيدر يلماز على موقع عالم كرة القدم.نت (الإنجليزية)